# Jochen Verschl
Jochen Verschl (1956. június 18. –) nyugatnémet távolugró.

## Karrier
Verschl ígéretes sportolóként ezüstérmet nyert az 1973-as és az 1975-ös junior Európa-bajnokságon is. 1977-ben és 1978-ban nyugatnémet bajnok lett a VfB Stuttgart sportegyesület képviseletében. 1978-ban ötödik volt az Európa-bajnokságon.
Egyéni legjobb ugrása 8,04 méter volt, amelyet 1979 júniusában Fürth-ben ért el.

## Fordítás
Ez a szócikk részben vagy egészben  a   Jochen Verschl című angol Wikipédia-szócikk ezen változatának fordításán alapul.  Az eredeti cikk szerkesztőit annak laptörténete sorolja fel. Ez a jelzés csupán a megfogalmazás eredetét és a szerzői jogokat jelzi, nem szolgál a cikkben szereplő információk forrásmegjelöléseként.